# دار السقاية (حورة)
'

تعديل مصدري - تعديل

دار السقاية هي إحدى قرى عزلة حوره بمديرية حورة التابعة لمحافظة حضرموت، بلغ تعداد سكانها 36 نسمة حسب تعداد اليمن لعام 2004.